# Krzysztof Malinowski
Krzysztof Bogumił Malinowski (ur. 13 grudnia 1948 w Płocku) – polski uczony, profesor nauk technicznych. Specjalizuje się w informatyce, automatyce, robotyce oraz układach regulacji (hierarchicznych układach sterowania). Członek korespondent krajowy Polskiej Akademii Nauk od 1998 roku, członek rzeczywisty tej instytucji od 2016 roku. Jest również członkiem Warszawskiego Towarzystwa Naukowego. Pracownik Wydziału Elektroniki i Technik Informacyjnych Instytutu Automatyki i Informatyki Stosowanej na Politechnice Warszawskiej, oraz Naukowej i Akademickiej Sieci Komputerowej – Państwowego Instytutu Badawczego.

## Prace naukowe
Recenzent oraz promotor następujących prac naukowych:
- Algorytmy syntezy i implementacji układów sterowania liniowymi i nieliniowymi obiektami dynamicznymi o wielu wejściach i wielu wyjściach
- System lokalizacji urządzeń tworzących bezprzewodowe sieci sensorów
- Własności algorytmów optymalizacji globalnej w zastosowaniu do wybranych zagadnień fizycznych
- Adaptacyjne algorytmy regulacji predykcyjnej w zastosowaniu do układów wentylacji przeciwpożarowej
- Sieci neuronowe w efektywnych obliczeniowo algorytmach regulacji predykcyjnej
- Wybrane modele i metody optymalizacji alokacji zasobów
- Dynamika adaptacji ewolucyjnych metod fenotypowych
- Specyfikacja i implementacja zadań wykorzystujących sterowanie siłowe w robotach manipulacyjnych
- System optymalizacji bieżącej punktu pracy procesów technologicznych inspirowany działaniem układu immunologicznego
- Odporne algorytmy regulacji predykcyjnej w warunkach niepewności modelu
- Metoda ewolucyjna jako narzędzie przeszukiwania przestrzeni Banacha
- Hybrydowy system sterowania obiektem ruchomym w środowisku dynamicznym
- Intensywne uczenie się przez wzmacnianie
- Metoda realizacji usługi typu Better than Best-Effort w Sieci IP
- Algorytmy ewolucyjne w optymalizacji globalnej i diagnostyce systemów dynamicznych
- Metoda konstruowania i badania programowego generatora wyników lokalnych walk militarnych
- Analiza własności dualnego algorytmu optymalizacji punktów pracy procesów nieliniowych
- Algorytmy szeregowania zadań podzielonych na maszynach równoległych z uwzględnieniem ograniczeń zasobowych i przezbrojeń
- Sterowanie adaptacyjne infuzyjną pompą do dożylnej iniekcji leków
- Wybrane modele i algorytmy nadrzędnego planowania produkcji porcjami
- Modelowanie stochastyczne dla różnych rozdzielczości modeli: od neuronu skokowo-dyfuzyjnego do neuronu sieciowego
- Informatyczne systemy wspomagania decyzji w sytuacjach konfliktowych. Modele, metody i środowiska symulacji interaktywnej
- Koordynacja w systemach hierarchicznych w warunkach racjonalności
- Obiektowa biblioteka algorytmów optymalizacji dynamicznej; badanie efektywności metod sekwencyjnego programowania kwadratowego i punktu wewnętrznego dla zadań nieliniowych
- Wykorzystanie platformy ENUM w celu optymalizacji funkcjonowania sieci teleinformatycznych
- Wycena ruchu i zarządzanie jakością w sieciach komputerowych z wykorzystaniem teorii pasma efektywnego
- Optymalizacja sterowania systemami dostępu z niepewnymi parametrami
- Szeregowanie ograniczeń jako metoda optymalizacji sterowań w złożonych systemach produkcyjnych
- Algorytmy dla zadań optymalizacji z nie w pełni określonymi ograniczeniami uwikłanymi
- Hierarchiczna struktura w systemie obrony przeciwrakietowej; mechanizmy decyzyjne i badania symulacyjne
- Wyznaczanie sterowań na podstawie prognoz wielowariantowych
- Synteza optymalnych reguł decyzyjnych w warunkach niepewności: cele, modele, metody
- Sieci neuronowe w sterowaniu robotem na podstawie obrazów ultradźwiękowych
- Symulacja i prototypy systemu konstruktora zdarzeń detektora cząstek elementarnych
- Komputerowa analiza złożonych układów sterowania
- Synteza struktur i mechanizmów sterowania falą powodziową w systemach wielozbiornikowych
- Minimaksowe zadanie sterowania optymalnego z czasem dyskretnym: własności rozwiązań i algorytmy

## Nagrody i wyróżnienia
W trakcie swojej kariery naukowej uhonorowany następującymi nagrodami i wyróżnieniami:
- Złotym Krzyżem Zasługi (1998),
- Krzyżem Kawalerskim Orderu Odrodzenia Polski (2003)